# Športni park Tabor
Športni park Tabor – stadion piłkarski w Mariborze, w Słowenii. Został otwarty w 1967 roku. Może pomieścić 4000 widzów. Swoje spotkania rozgrywają na nim piłkarze klubu NK Železničar Maribor. W pobliżu stadionu znajdują się m.in. boiska treningowe, korty tenisowe, stadion lekkoatletyczny, kryte lodowisko oraz hala sportowa.
W 1963 roku z powodu budowy nowego mostu na Drawie (Titov most) postanowiono zmienić przebieg ulicy, przy której znajdował się poprzedni stadion Železničara (Stadion ob Tržaški cesti). Według projektu przebiegać ona miała przez teren boiska, w związku z czym zostało ono zamknięte i zlikwidowane. Železničar z konieczności na kilka lat przeniósł się na stadion Poljane, a w 1967 roku otwarty został nowy stadion klubu – Športni park Tabor. Obiekt stanął niedaleko miejsca w którym kiedyś znajdowało się pierwsze boisko tego zespołu, tzw. „Stari Železničar” (w miejscu tym stoi dziś kryte lodowisko oraz hala sportowa).
Przez trzy sezony, w latach 1969–1972, Železničar występował w rozgrywkach drugiej ligi jugosłowiańskiej. Po uzyskaniu przez Słowenię niepodległości zespół ten przez jeden sezon (1992/1993) grał w pierwszej lidze słoweńskiej.